# Groene mycena
De groene mycena (Mycena chlorantha) is een schimmel behorend tot de familie Mycenaceae. Hij leeft saprofiet op dode grashalmen (helm) en bladeren in (duin)grasland.

## Kenmerken

### Uiterlijke kenmerken
Hoed
Diameter 6-25 mm, stomp conisch, convex of klokvormig, met of zonder bult, glad of ondiep, doorschijnend gestreept. Oppervlak olijfgroen tot olijfbruin of olijfgeelgroen tot geel, soms met een meer bruinachtig centrum. Rand zeer bleek grijsgroen tot bleek geelachtig of helder citroen. Hij is hygrofaan; na droging wordt hij aanzienlijk bleker en verkleurt hij okergroengeel, bleek olijfgeel of bruingeel. 
Lamellen
De lamellen zijn gelig-groen, met een donkere lamelsnede.
Steel
De steel heeft een lengte van 15 tot 50 mm en een dikte van 1 tot 2 mm, hol van binnen, vrij hard, cilindrisch, licht uitlopend aan de basis, recht of gebogen. Het oppervlak is glad of licht vezelig, in het bovenste deel is het stoffig of licht behaard, in het onderste deel is het naakt, licht glanzend. Kleur van bleek grijsbruin via geelachtig grijsgroen tot olijfgroen. De basis is bedekt met lichtgroene, dikke en flexibele filamenten.
Vlees
Het vlees is grijsgroen.
Geur
De geur is onbepaald in verse staat. Na droging heeft hij een duidelijke geur van jodium.

### Microscopische kenmerken
De sporen zijn glad, amyloïdaal en meten 8-11 × 5,2-7 µm. Met een Q-getal van 1,4-1,6, Qav = 1,56. Cheilocystidia 15–40 × 8–22 µm, tussen de holtes of vormt een steriele band, tonvormig tot cilindrisch van vorm met lichtgroene tot geelachtige inhoud. Aan het oppervlak zijn ze bedekt met dunne en gelijkmatig verdeelde wratten of cilindrische gezwellen van 1-6 × 0,5-1,5 µm. Hyfen van de corticale laag van het lichaam, tot 2-3,5 µm breed, slecht bedekt met wratten of cilindrische uitgroeisels, 0,5-7,5 × 1-1,5 µm groot. De gespen zijn aanwezig in de hyfen van alle delen van de schimmel.

## Verspreiding
Het is bekend dat hij op slechts één plaats in Noord-Amerika en in verschillende Europese landen voorkomt.
In Nederland komt hij vrij algemeen voor. Hij staat op de rode lijst in de categorie 'kwetsbaar'.